# Kepler-438b
Kepler-438b, även känd som  KOI-3284.01, är en exoplanet i omloppsbana runt stjärnan Kepler-438. Upptäckten bekräftades 2015. Planeten antas vara stenig och jordlik.

### Fotnoter
1. ↑  Martin Mederyd Hårdh (26 juli 2015). ”Här är planeterna som är mest lika Jorden”. Svenska dagbladet. http://www.svd.se/har-ar-planeterna-som-ar-mest-lika-jorden. Läst 16 augusti 2015.